# じゃぱみゅ
『じゃぱみゅ』は、2018年9月26日にリリースされたきゃりーぱみゅぱみゅの4枚目のオリジナルアルバム。

## 概要
アルバムの発売は、ベストアルバム「KPP BEST」から約2年、オリジナルアルバムとしては「ピカピカふぁんたじん」から約4年ぶりとなる。収録曲も10曲と過去のアルバムの中で一番少ない。
シングルは「最&高」から「きみのみかた」までを収録している。しかし、「良すた」からは表題曲ではなく、カップリング曲が収録されている。
初回限定盤と通常盤との2種類での発売となる。初回盤には2017年に開催した「KPP JAPAN IYAHOI TOUR 2017」の最終日の公演を収録したDVDがついている。

## 収録曲

### CD
1. バーチャルぱみゅぱみゅ
2. キズナミ
  - 先行配信曲。
  - 映画「モンスターストライク THE MOVIE ソラノカナタ」主題歌。
3. 原宿いやほい
  - 13thシングル曲、かつ中田ヤスタカとのスプリットシングル収録曲。
4. 音ノ国
5. きみのみかた
  - 4th配信シングル曲。
6. ちゃみ ちゃみ ちゃーみん
7. 演歌ナトリウム
8. 恋ノ花
  - capsuleのカバー。原曲はアルバム「ハイカラ・ガール」に収録。
9. とどけぱんち
  - 14thシングルカップリング曲。
  - グリコ「アイスの実」CM曲。
10. 最&高 (Album Edit)
  - 12thシングル曲のアルバム・バージョン。

### DVD（初回盤のみ）
- KPP JAPAN IYAHOI TOUR 2017 最終日(4/20) @NHKホール

1. 最&高
2. PONPONPON
3. み
4. さいごのアイスクリーム
5. キミに100パーセント
6. KISEKAE
7. ふりそでーしょん
8. ファッションモンスター
9. つけまつける
10. のりことのりお
11. No No No
12. Crazy Party Night 〜ぱんぷきんの逆襲〜
13. 良すた
14. おしえてダンスフロア
15. CANDY CANDY
16. もんだいガール
17. インベーダーインベーダー
18. とどけぱんち
19. にんじゃりばんばん
20. きらきらキラー
21. 原宿いやほい
22. コスメティックコースター
23. もったいないとらんど